# カミロ・トンニへ捧ぐ国際作曲コンクール
カミロ・トンニへ捧ぐ国際作曲コンクール（カミロ・トンニへささぐこくさいさっきょくコンクール）はイタリアのブレーシャで行われる国際作曲コンクール。
本選会の演奏はデダロ・アンサンブルが行い、その模様は録音された後、放送される。優勝者の作品はツェルボーニ社より出版される。

## 優勝者一覧
- 第8回 - パオロ・ボッジョ (最年長優勝)
- 第7回 - シルヴァン・ロア
- 第6回 - リッカルド・パンフィリ
- 第5回 - ニコラス・ツォルティス
- 第4回 - フェルナンド・フィツベイン、アンドレア・ポルテラ
- 第3回 - パオラ・カルダローネ
- 第2回 - マリオ・ロス
- 第1回 - ホセ・ザラーテ